# Lata górne i chmurne
Lata górne i chmurne – tom wspomnień autorstwa Tadeusza Beceli z 1965, wydany przez Wydawnictwo Poznańskie z okładką zaprojektowaną przez Irenę Jarzyńską. Jest kontynuacją wcześniejszego tomu – Osobliwych lat. Publikacja zdobyła I nagrodę w konkursie rozpisanym przez Oddział Poznański Polskiego Towarzystwa Historycznego na pamiętniki i wspomnienia z historii Wielkopolski.
Książka dzieli się na dwie zasadnicze części: od awansu społecznego autora, jakim było zdobycie zawodu krawca i przejście ze wsi (Niemarzyn) do miasta powiatowego (Rawicz) oraz dalsze jego losy, po przeprowadzeniu się do Poznania (od 1930). Swoje przeżycia autor ukazał na szerokim tle społecznym, politycznym i obyczajowym Wielkopolski i Poznania lat międzywojennych. Biografia Beceli była charakterystyczna dla wielu ludzi tamtych czasów – Poznań rozwijał się dynamicznie, m.in. dzięki napływowi osób z różnych stron regionu i kraju. Autor początkowo jest pastuchem, potem terminatorem u krawca, następnie rekrutem i podoficerem Wojska Polskiego, uczniem poznańskiej szkoły budowlanej, a ostatecznie komunistycznym konspiratorem. Jest to pierwsza po wojnie tak szeroka publikacja wspomnieniowa o poznańskim ruchu rewolucyjnym, historii miejskich struktur KPP, jej podziemnych metodach działania i szykanach ze strony władz państwowych (m.in. więzienie w Rawiczu). Becela przedstawia też szeroko procesy adaptacyjne ludności wiejskiej w środowisku wielkomiejskim. Opisuje również antypiłsudczykowską postawę społeczeństwa wielkopolskiego podczas zamachu majowego (marszałka nazywano tu Pizdulskim).